# Scharzfeld
Scharzfeld ist ein Dorf am Südwestharzrand und Ortsteil von Herzberg am Harz im Landkreis Göttingen (ehemals Osterode) in Südniedersachsen (Deutschland) mit 1.544 Einwohnern (31. Dezember 2023). Am südlichen Ortsrand fließt die Oder durch das Naturschutzgebiet Oderaue.

## Geschichte
Die erste schriftliche Erwähnung von Scharzfeld ist in einer Urkunde überliefert, die sich auf das Jahr 952 bezieht und wahrscheinlich im 13. Jahrhundert gefälscht wurde. Darin wird Schartfelde neben anderen Orten von Otto dem Großen als Besitz des Klosters Pöhlde bestätigt.
In der näheren Umgebung von Scharzfeld liegen die mittelalterlichen Wüstungen Königshagen und Smerbeke.
Am 1. Juli 1972 wurde Scharzfeld in die Stadt Herzberg am Harz eingegliedert.

## Ortsrat
Der Ortsrat setzt sich seit der Kommunalwahl am 12. September 2021 aus 13 Ratsfrauen und Ratsherren wie folgt zusammen (Veränderungen zu 2016):
- SPD: 6 Sitze (+1)
- CDU: 5 Sitze (−2)
- Grüne: 1 Sitz (±0)
- FDP: 1 Sitz (+1)

## Kultur und Sehenswürdigkeiten

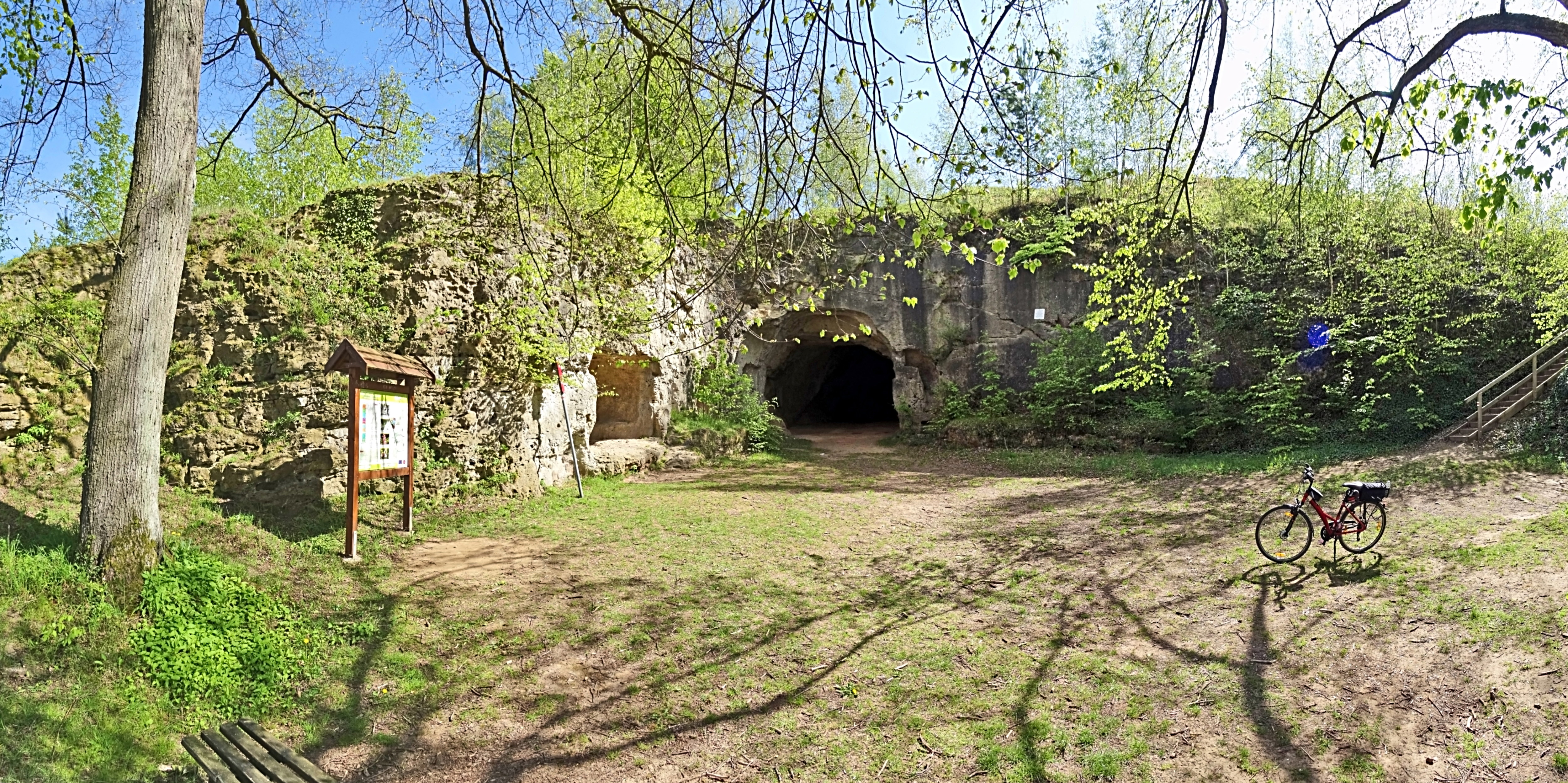
Steinkirche

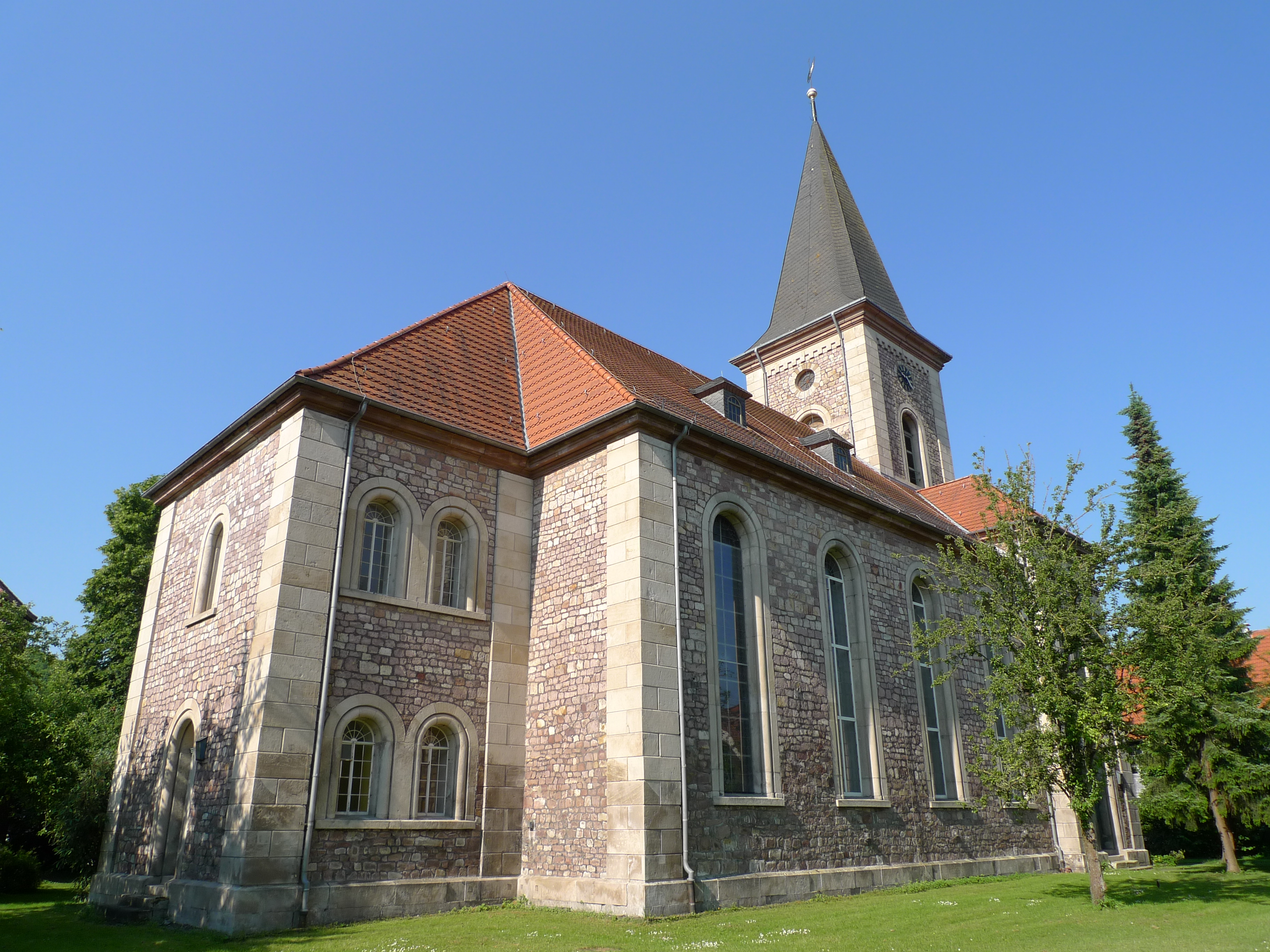
Ev.-luth. St.-Thomas-Kirche

- Steinkirche Scharzfeld auf dem Steinberg
- Naturschutzgebiet „Steinberg bei Scharzfeld“ (Trockenrasen)[7] mit Aussicht über Scharzfeld
- Einhornhöhle
- Burgruine Scharzfels
- Großer Knollen mit Ausflugslokal
- Wüstungen Königshagen und Rodenbeke mit ausgegrabener Kirche
- Das Scharzfelder Osterfeuer wird an besonders exponierter Lage auf dem Steinberg und auf dem Schulberg abgebrannt und ist weithin sichtbar[8]
- Denkmal für Turnvater Jahn auf dem Steinberg[9]
- Fliegerdenkmal[10]

## Verkehr
Verkehrsmäßig angeschlossen ist der Ort über die Kreisstraße K 9 (Pöhlde–Barbis); in Scharzfeld selbst ist sie die ehemalige B 27/B 243, welche heute allerdings nördlich verlaufen.
Scharzfeld hat einen Bahnhof am Abzweig der Odertalbahn von der Südharzstrecke. Seit 2005 wird dieser jedoch ohne Halt durchfahren. Bis 1983 gab es an der Südharzstrecke den Haltepunkt Scharzfeld West. Die nächstgelegenen Stationen sind heute der Haltepunkt Bad Lauterberg-Barbis und der Bahnhof Herzberg (Harz).

## Persönlichkeiten
- Ernst August Spangenberg (* ca. 1687; † 1784), Jurist und Bürgermeister der Stadt Göttingen
- Von 1863 bis zu seinem Tod erhielt der Dichter und Pfarrer Georg Schulze „die gute Pfarrstelle zu Scharzfeld“.[11]
- Ralf Nielbock (* 1954), Geologe und Betriebsleiter der Einhornhöhle